# Don DeLillo
Donald Richard "Don" DeLillo, född 20 november 1936 i Bronx i New York, är en amerikansk författare, dramatiker och essäist bosatt i New York.
DeLillo föddes som barn till italienska immigranter. Han studerade vid Fordham University där han tog examen 1958. Han arbetade i fem år som copywriter vid Ogilvy & Mather på Fifth Avenue. 
DeLillos debutroman Americana gavs ut 1971. År 1975 gifte han sig med Barbara Bennett. I slutet av 1970-talet och början av 1980-talet tillbringade han ett antal år i Grekland där han skrev Amazons (1980) under pseudonymen Cleo Birdwell, och The Names (1982). Han hade dittills inte nått ut till en vidare läsekrets, men 1985 gav han ut White Noise (Vitt brus) vilken blev en framgång och han tilldelades National Book Award. Framgången fortsatte med romanen Underworld (Under jord) 1997. Hans roman Falling Man, som behandlar attackerna mot World Trade Center 9/11, gavs ut 2007.
DeLillo anses av moderna kritiker vara en av de centrala gestalterna i den litterära postmodernismen. Den amerikanske litteraturkritikern Harold Bloom angav honom som en av de fyra stora amerikanska författarna av sin tid, tillsammans med Thomas Pynchon, Philip Roth och Cormac McCarthy. Många yngre författare, däribland Bret Easton Ellis och David Foster Wallace, säger sig ha influerats av DeLillo. Han är en av de författare som kritiserades i den i USA omdiskuterade artikeln A Reader's Manifesto av B. R. Myers.

### Romaner
- 1971 – Americana[5] (Amerikana, översättning: Caj Lundgren, 2015)
- 1972 – End Zone
- 1973 – Great Jones Street
- 1976 – Ratner's Star (Ratners stjärna, översättning: Rebecca Alsberg, 2009)
- 1977 – Players (Spelare, översättning: Niclas Nilsson, 2011)
- 1978 – Running Dog
- 1980 – Amazons (under pseudonymen Cleo Birdwell)
- 1982 – The Names
- 1985 – White Noise (Vitt brus, översättning: Thomas Preis, 1986)
- 1988 – Libra (Vågen, översättning: Hans Berggren och Einar Heckscher, 1989)
- 1991 – Mao II (Mao II: Den stora massans ensamhet, översättning: Rebecca Alsberg, 1992)
- 1997 – Underworld (Under jord, översättning: Rebecca Alsberg, 2001)
- 2001 – The Body Artist (Kroppskonstnären, översättning: Caj Lundgren, 2003)
- 2003 – Cosmopolis (Cosmopolis, översättning: Caj Lundgren, 2004)
- 2007 – Falling Man (Falling man, översättning: Rebecca Alsberg, 2007)
- 2010 – Point Omega (Omegapunkten, översättning: Rebecca Alsberg, 2010)
- 2016 – Zero K (Noll K, översättning: Rebecca Alsberg, 2016)
- 2020 – The Silence (Tystnaden, översättning: Rebecca Alsberg, 2021)

### Noveller

#### Novellsamlingar
- 2011 – The Angel Esmeralda: Nine Stories (Ängeln Esmeralda: nio noveller, översättning: Rebecca Alsberg, 2012)

#### Noveller
- 1960 – The River Jordan
- 1962 – Take the 'A' Train
- 1965 – Spaghetti and Meatballs
- 1966 – Coming Sun. Mon. Tues.
- 1968 – Baghdad Towers West
- 1970 – The Uniforms
- 1971 – In the Men's Room of the Sixteenth Century
- 1972 – Total Loss Weekend
- 1979 – Creation
- 1979 – The Sightings
- 1983 – Human Moments in World War III
- 1988 – The Ivory Acrobat
- 1988 – The Runner
- 1992 – Pafko at the Wall
- 1994 – The Angel Esmeralda'
- 2002 – Baader-Meinhof
- 2007 – Still-Life
- 2009 – Midnight in Dostoevsky
- 2010 – Hammer and Sickle

### Pjäser
- 1979 – The Engineer of Moonlight
- 1986 – The Day Room
- 1999 – Valparaiso
- 2005 – Love-Lies-Bleeding
- 2007 – The Word for Snow

### Filmmanus
- 2005 – Game 6